# Maripasoula
Maripasoula er en kommune i Fransk Guyana, et oversøisk område og department i Frankrig, der ligger i Sydamerika. Med et areal på 18.360 km² er Maripasoula den største kommune i Frankrig.

## Geografi
Information om geografien i Maripasoula:
- Kommunens areal er 18.360 km² eller 7089 sq mi
- Byen er beliggende 100 m over havets overflade.
  - Mindste højde på 66 m
  - Maksimale højde 828 meter
  - Gennemsnitlig højde 447 meter
- Tidszone: UTC -3:00 (Amerika / Paramaribo)
  - Sommer- og vintertid adskiller sig ikke fra standardtid.

Afstand til omkringliggende områder er
- Maripasoula airfield 1,9 km
- Told-post Inini 4,1 km
- Øen Agoussou Tabiki 5,9 km
- Bakken Yaou 14,5 km
- Bjerget Mount Atachi Bacca 15,9 km
- Bjerget Mount Bellevue Maripasoula 16,8 km
- Dock Degrad Bois Blanc 23,6 km
- Flyveplads Coermotibo 24,2 km
- Degrad Fofo 26,2 km
- Øen Zaou Tabiki 27,9 km

## Klima
Maripasoula har et tropisk regnskovsklima (Køppen Af), og der er trykkende varmt og fugtigt hele året rundt. Selv om der er et fald i nedbør mellem august og november, er dette langt mindre markant end i Cayenne og Kourou.

## Administration
Maripasoula City er hovedstad i departementet.
Borgmesteren i Maripasoula hedder sir Robert Balla.
For alle administrative opgaver, kan man gå til City Hall Avenue Leonard Domerger.
Kommunen er en del af Ouest Guyanais fællesskab af kommuner.

## Demografiske oplysninger
Dens indbyggere er kendt på fransk som Maripasouliens og Maripasouliennes.
Byen har 4.538 indbyggere i den seneste folketælling fra 2004. Med en tæthed på 0,2 indbyggere per km² har Maripasoula oplevet en kraftig stigning på 24,3% af befolkningstallet i 1999.
- Mænd: 52,5%
- Kviner: 47,5%

Byens gamle navn var Øvre Maroni (1953).

## Steder af interesse

### Nationalpark
Maripasoula-området hører til Guyana Amazonas Park (fransk: Parc amazonien de Guyane).

## Kendte beboere
Cyrille Regis, en tidligere fodboldspiller for West Bromwich Albion, Coventry City og England, blev født i Maripasoula.